# Irlands geografi

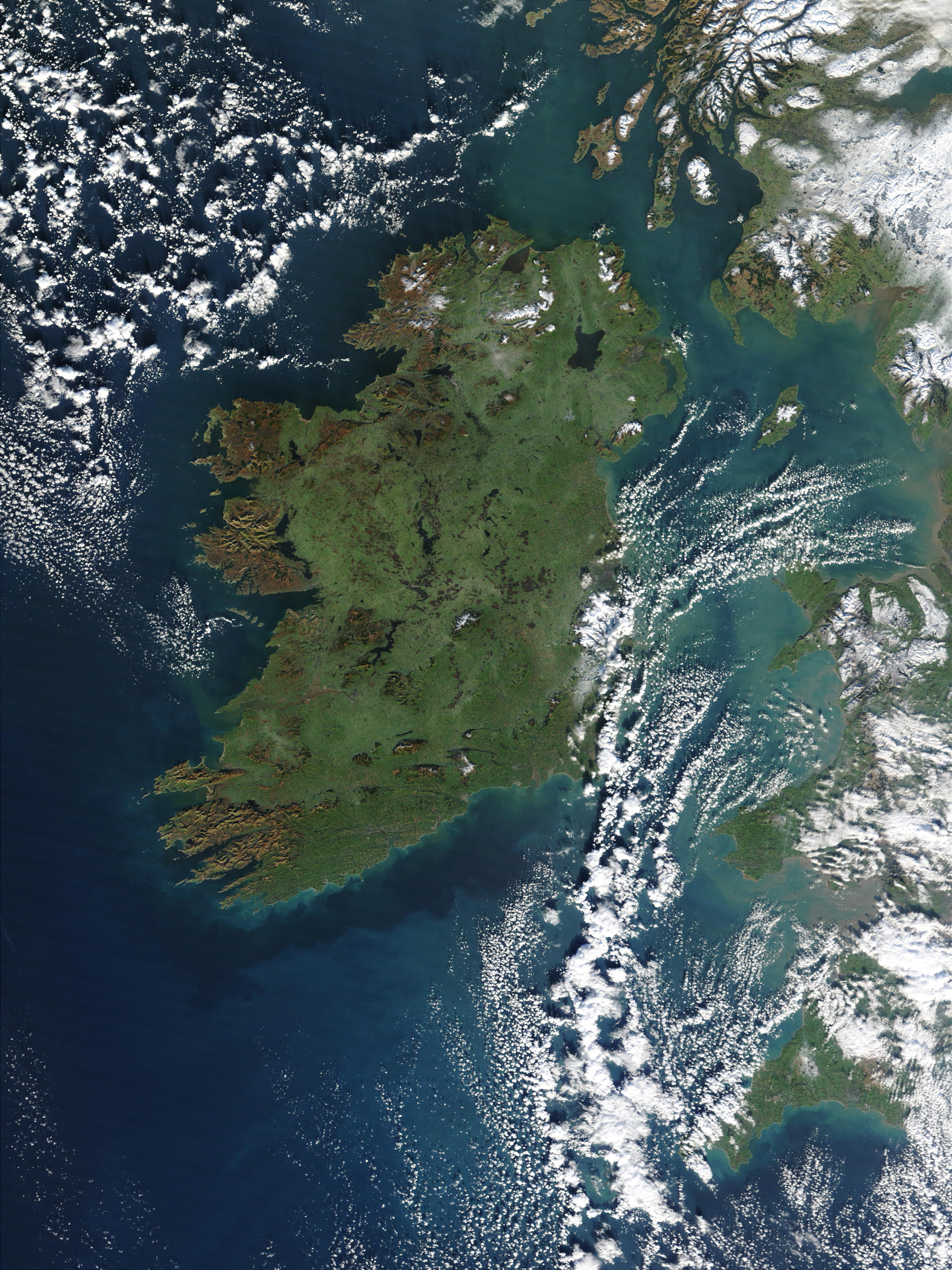
Satellitbild av Irland - den gröna ön.

Irlands geografi behandlar ön Irland i Atlanten, till storleken den tredje största ön i Europa. Havserosion har format den flikade västkusten med dess stora mängd öar, halvöar och bukter. Irlands viktigaste geografiska kännetecken är den lågt liggande centrala slätten omgiven av en ring av berg längs kursten. Irlands högsta berg är Carrauntoohill (även Carrauntuohill eller Corrán Tuathail), som är 1 038 meter över havet.  (Även siffran 1041 m förekommer.) Det finns flera större insjöar längs floderna varav Lough Neagh är den största. Irlands längsta flod är den 340 km långa Shannon som rinner upp i grevskapet Cavan och har sitt utlopp i Atlanten söder om Limerick.
Öns totala areal är 84 079 km², varav 83 % (70 280 km²) tillhör republiken. Den del av Atlanten som ligger öster om Irland och därmed mellan Irland och Storbritannien kallas för Irländska sjön.
Hela öns befolkning är nästan 7 miljoner. Ön har många smeknamn varav de mest kända troligtvis är "Smaragdön" och "Den gröna ön".

## Landskapsformationer

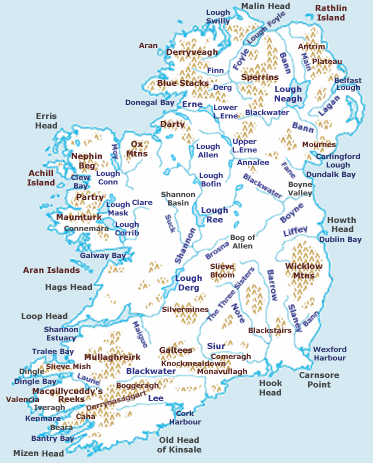
Berg, insjöar, floder och andra fysiska särdrag för Irland visas på denna karta (engelskspråkig).

### Bergskedjor
Irland består av ett lågt liggande centralt område som i huvudsak har en flat topografi, omgivet av bergskedjor längs kusten. Några viktiga bergsområden är (från Kerry i sydväst och längs kusten moturs) Macgillycuddy's Reeks, Knockmealdown, Wicklowbergen, Mournebergen, Antrim plateau, Sperrins, Donegalbergen och Twelve Bens/Maumturks-gruppen. Några av de sydliga bergskedjorna finns längre in i landet; som Galtybergen, Silvermines och Slieve Bloom.
Bergen på Irland är inte särskilt höga, bara tre toppar når över 1000 meter och 455 över 500 meter. Den högsta toppen är Carrauntoohill, som är 1038 meter hög och ligger i Macgillycuddy's Reeks, en kedja av sandstensberg formade av inlandsisen i Kerry, som också innehåller de övriga två berg (Beenkeragh och Caher) på Irland som når över tusen meter ligger.. Andra kända berg på Irland är Mount Brandon och Croagh Patrick.

### Myrlandet
Det stora låglandet centralt på ön består av kalksten täckt med avlagringar från inlandsisen av lera och sand, med vidsträckta myrar och sjöar. En av de största myrarna är Bog of Allen. Irland har sammanlagt 12 000 km² myrmark av två olika typer: täckmossar och högmossar.
Täckmossar är den mest utbredda myrtypen. De är i mångt skapade av mänsklig aktivitet hjälpt av det irländska klimatet. Täckmossar uppstod i områden där människor under neolitisk tid röjde skog för odling. Eftersom det röjda landet fick lägre näringsinnehåll blev det liggande i träda, och jorden blev gradvis surare och en gynnsam växtmiljö för ljung och tåg. Organiskt material från detta ansamlades, och lager av torv uppstod.
Högmossar är vanligast runt Shannon. De bildades då fördjupningar efter inlandsisen fylldes med vatten och bildade små sjöar. Avfall från tåg och andra växter i dessa sjöar bildade ett lager på bottnen som efterhand växte och till slut nådde över vattenytan och gjorde att sjön grodde igen.

### Floder och insjöar

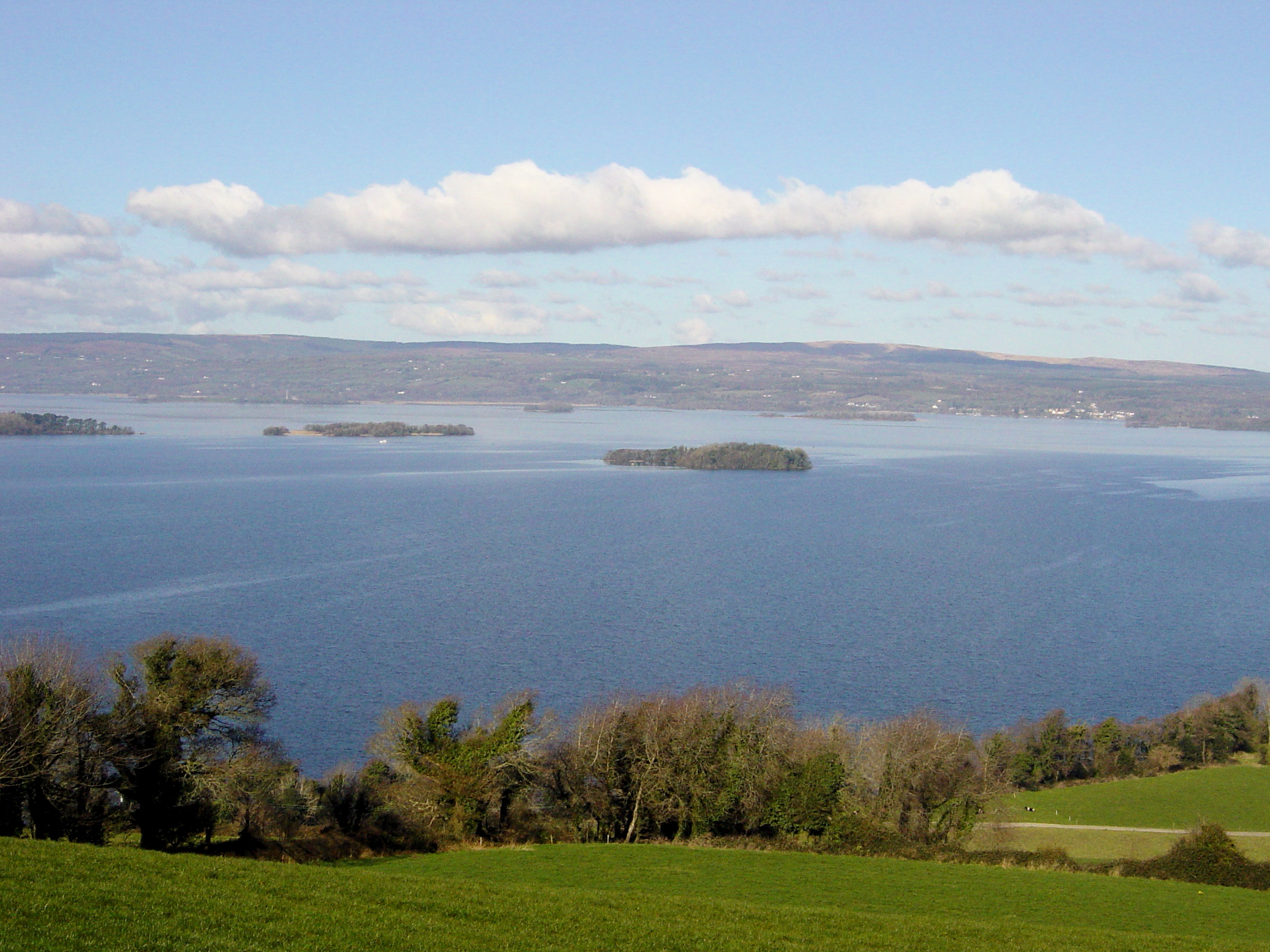
Utsikt från Tipperary mot Clare över den södra delen av Lough Derg

Den viktigaste floden på Irland är Shannon. Om man medräknar det 113 km långa utloppet som påverkas av tidvatten och saltvatten är den 340 kilometer lång, och därmed den längsta floden på de brittiska öarna. Floden skiljer de centrala myrmarkerna från de mer kuperade delarna i väster. Tre insjöar inräknas i flodens lopp: Lough Allen, Lough Ree och Lough Derg, varav Derg är den största. Shannon rinner ut i Atlanten söder om Limerick. Andra större floder är Bann, Blackwater, "de tre systrarna" Nore, Suir och Barrow, Liffey och Boyne.
Lough Neagh i Ulster är den största insjön på ön Irland, med en area på 381 km². Den är också den största insjön i det förenade kungariket Storbritannien och Nordirland, och den tredje största i Västeuropa. Den är nästan lika stor som de tre näststörsta insjöarna på Irland sammantaget: Lough Corrib (172 km², störst i Republiken Irland), Lough Derg (118 km²) och Lough Erne (112 km²).

### Kustlinjen

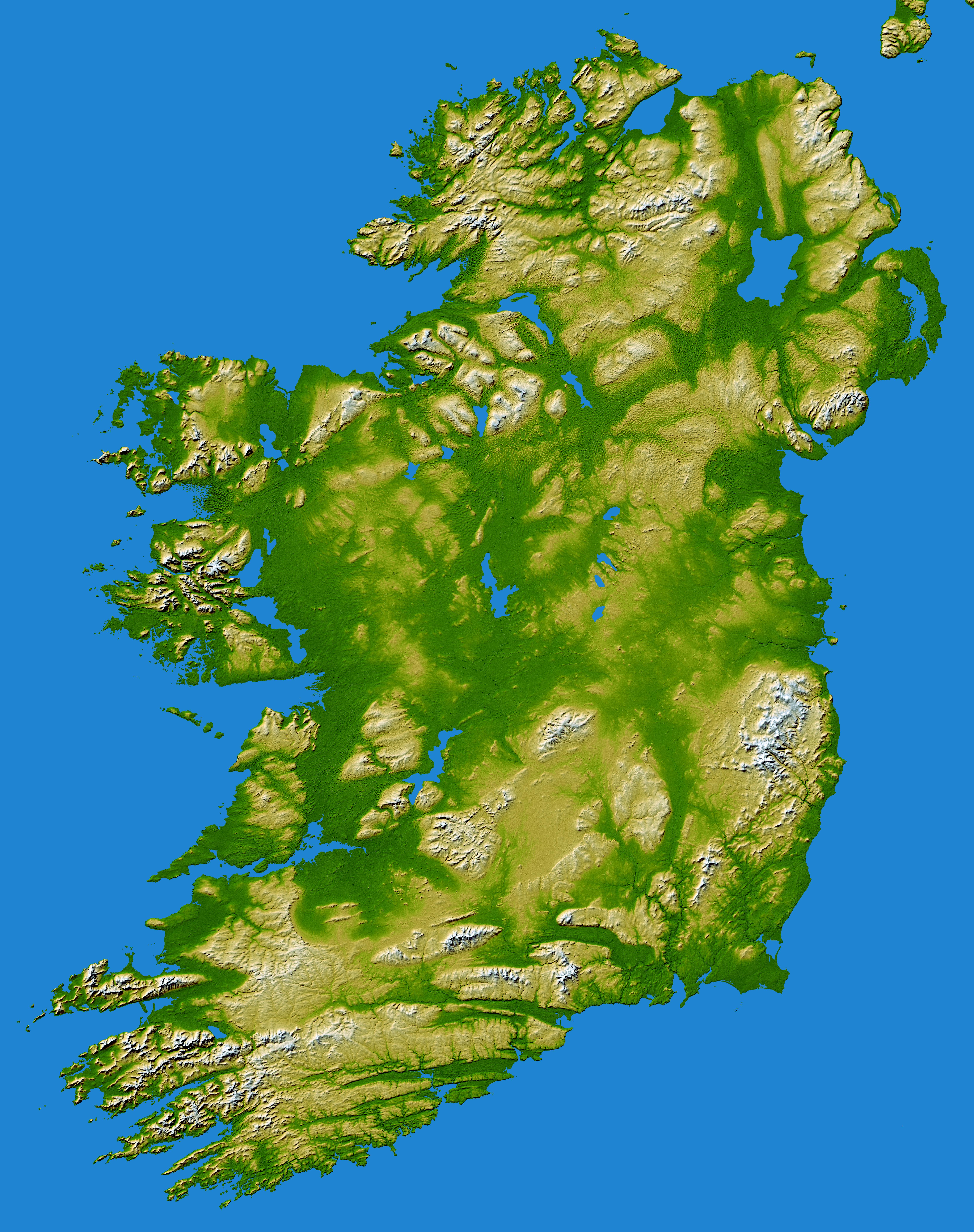
Topografisk karta över Irland

Irlands kust kännetecknas av många uddar och halvöar med bukter och fjordar. Både bukter, fjordar och insjöar benämns med en gemensam beteckning på irländsk gaeliska som Lough (motsvarar Loch på skotsk gaeliska).
Längst i norr återfinns halvön Inishowen i Donegal, med öns nordligaste punkt Malin Head. Nordväst om Malin Head finns den lilla ön Inishtrahull som är republikens nordligaste punkt bortsett från det omstridda Rockall. Fjorden Lough Swilly ligger på västra sidan av Inishhowen, och Lough Foyle som utgör gräns mellan republiken och Nordirland på östra sidan. Norr om Nordirland ligger ön Rathlin - den nordligaste bebodda ön utanför Irlands kust. Längs Nordirlands kust återfinns också Belfast Lough med staden Belfast längst in mellan Antrim och Down. I Down ligger också den smala Strangford Lough som skiljer Ardshalvön från fastlandet, samt Carlingford Lough som bildar gräns mot grevskapet Louth och republiken.
Östkusten söder om Nordirland saknar till stor del större inbuktningar, undantagen är främst Cooley Peninsula mellan Carlingford Lough och Dundalk Bay, Howth Peninsula och Dublin Bay vid utloppet till Liffey och Wexford Harbour i söder av staden Wexford. Rätt i sydost är Carnsore Point. Den största ön på östkusten är Lambay strax norr om Dublin.

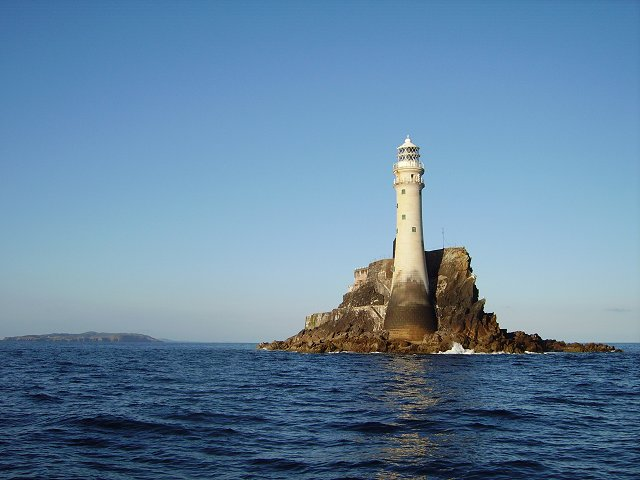
Fastnet Rock. Namnet har sitt ursprung i det fornnordiska Hvasstanney.
foto:Richard Webb.

På sydkusten ligger fjordarna Waterford Harbour utanför mynningen av Suir vid staden Waterford, och Cork Harbour vid mynningen av Lee. I sydost ligger Saltee Islands och i sydväst ön Clear. Här finns inga större halvöar, de mest kända uddarna är Hook Head vid Waterford Harbour, Old Head of Kinsale utanför staden Kinsale söder om Cork och hela vägen sydväst om Mizen Head. Termen Mizen Head to Malin Head används på samma sätt som det svenska från Kiruna till Ystad. Emellertid är Irlands sydligaste punkt den lilla steniga ön Fastnet Rock.

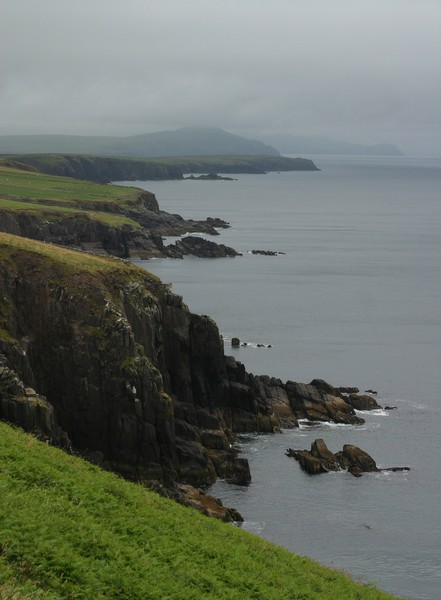
Från Dinglehalvön i Kerry.

Västkusten kännetecknas av ett dramatiskt landskap med många vikar och halvöar. Från söder hittar vi fjordarna Dunmanus och Bantry i länet Cork och norr om Bantry Beara Peninsula. Vid gränsen till Kerry ligger inloppet till Kenmore, en fjordliknande mynning. Mellan Kenmore och Dingle Bay ligger den stora halvön Iveragh och norr om Dingle Bay den berömda Dingle-halvön. Strax utanför Iveragh ligger den stora ön Valentia Island, längre väster om de små klippformationerna Skelligöarna. Väst om Dinglehalvön hittar vi Blasketöarna.
Vid gränsen mellan Kerry och Clare möter floden Shannon Atlanten i en stor mynning, även kallad "Shannonfjorden". Strax norr om mynningen ligger Loop Head. Clare-kusten är annars jämn och utan indrag före Galwaybukten, de mest anmärkningsvärda formationerna på Clare-kusten är Moher-klipporna. Norr om Great Galway Bay och Aran Islands finner vi landskapet i Connemara. Det finns flera öar vid kusten i länen Galway och Mayo, bland dem Achill, som är den största av öarna runt Irland, Inishbofin, Killary och Clare Island. På ön Clare ligger Clew-bukten.
Great Donegal Bay ligger mellan Mayo och County Donegal. På västkusten av Donegal ligger också ön Arranmore (som inte får förväxlas med Aranöarna på Galwaybukten) och i nordvästra Tory Island.